# بيتر مورتيمر
بيتر مورتيمر (بالإنجليزية: Peter Mortimer)‏ (7 أغسطس 1875 - 1 يناير 1951) هو لاعب كرة قدم بريطاني (وحمل سابقاً جنسية المملكة المتحدة لبريطانيا العظمى وأيرلندا) في مركز الهجوم. لعب مع نادي أرسنال.